# Manuel Antônio de Almeida
Manuel Antônio de Almeida, brazilski novinar in pisatelj, * 17. november 1831, Rio de Janeiro, † 28. november 1861, Macaé.